# Europa (voilier)
Pour les articles homonymes, voir Europa.
L'Europa est un trois-mâts barque hollandais, à coque acier, construit en 1911 dans les chantiers Stucken à Hambourg.
Il appartient actuellement à la Rederij Bark Europa, société néerlandaise de croisière au large.

## Histoire
À son lancement à Hambourg, il est prévu initialement pour le cabotage. Il porte le nom de FS Senator Brockes.
Devant le déclin du commerce de la marine à voile, il change d'affectation et devint, jusqu’en 1977, un bateau-phare, placé dans l'estuaire de l'Elbe. 
Dans les années 1980, remplacé par une bouée automatique, il devint alors un bateau de réserve.
En 1986, le navire est racheté et subit 8 ans de travaux (entre 1987 et 1994) pour être transformé en un magnifique trois-mâts barque de croisière.
Depuis 1994, l'Europa propose des croisières autour du monde et surtout dans l'hémisphère sud. Il est spécialiste  des expéditions dans l'Antarctique, par le cap de Bonne-Espérance.

Avec l'Oosterschelde, autre trois-mâts hollandais, il est le seul grand voilier à s'aventurer dans les eaux froides entourant Ushuaïa et la Terre de Feu, à la pointe de l'Argentine. 

Avec un équipage de 14 professionnels, l'Europa peut accueillir, avec ses 11 cabines, jusqu'à 48 personnes à bord pour des voyages de quelques jours à plusieurs semaines.
Il participe aussi aux  rassemblements de grands voiliers tels les Tall Ships' Races et fait aussi des sorties à la journée avec jusqu'à 100 personnes.
L'Europa joue désormais les stations météo pour le compte du KNMI (Institut royal de météorologie des Pays-Bas) et relève la température en mer, jusqu'à 4 fois par jour.

En échange, le KNMI lui fournit les prévisions météorologiques et l'aide à tracer sa route.